# 科科塔曼加兰
科科塔曼加兰（Kokkothamangalam），是印度喀拉拉邦Alappuzha县的一个城镇。总人口16852（2001年）。

## 人口
该地2001年总人口16852人，其中男性8222人，女性8630人；0—6岁人口1603人，其中男763人，女840人；识字率85.16%，其中男性为88.01%，女性为82.46%。